# Picadillo

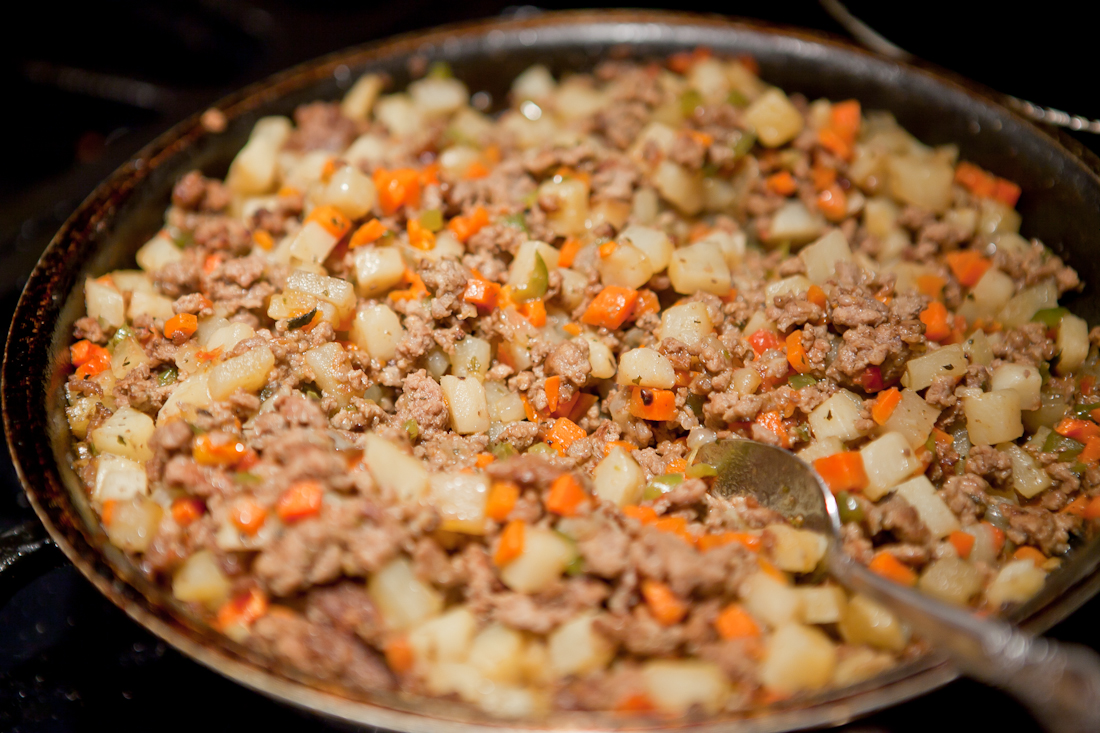
Versión mexicana del picadillo, una mezcla de carne picada, zanahoria y papa cocida en jugo de tomate.

Se llama picadillo o carbonada a cualquier plato cuyos ingredientes van muy picados y, en particular, a un plato tradicional de muchos países hispanos y las Filipinas (donde se llama giniling) hecho con carne picada (normalmente de ternera), tomate (que puede sustituirse por salsa de tomate) y otros ingredientes, que cambian según la región. Se sirve a menudo con arroz, o se emplea como relleno de otras recetas, como los tacos, las croquetas y los pasteles salados.

## Variantes

### España
En España consiste en carnes de diversos tipos ya cocinadas incluyendo, a veces, verduras variadas, huevo, etc, muy picadas y que suelen utilizarse como relleno, también puede llamarse picadillo a diversos aliños.

### Costa Rica
El picadillo costarricense es de herencia andaluza, consiste en un guiso de carne picada con especias, achiote y pequeños trozos de diversas verduras. Entre las carnes más utilizadas está la cecina, la falda y la carne molida, aunque también se usa pollo o chorizo, e incluso, en algunas variantes se le agregan trocitos de huevo duro o atún. En este país existen una gran variedad de picadillos de diferentes verduras.
Tradicionalmente los picadillos costarricenses se consumen con tortilla y forman los populares gallitos, o sirven de acompañamiento a otros platillos típicos como el casado.

### Cuba
Las versiones cubanas incluyen pimiento, cebolla, ajo, orégano, comino, salsa de tomate, caldo, aceitunas y a veces pasas, patatas y alcaparras, y suelen saltearse en aceite de oliva y vino blanco, según la región. El picadillo cubano se sirve con frijol negro y arroz.

### México
En México, el picadillo de res es un platillo clásico de la cocina nacional. El conjunto de ingredientes más básicos y populares del picadillo en México es la carne de res molida, zanahorias y papas, todo ello cocinado en una salsa de tomate hecha con tomates licuados, ajo y cebolla, usualmente sazonada con sal, pimienta y comino, pero su preparación e ingredientes pueden variar ligeramente de una región a otra, por ejemplo, un picadillo mexicano puede también incluir calabaza y chícharos. El picadillo mexicano se come típicamente con tortillas, tostadas o totopos y suele acompañarse con arroz mexicano o frijoles; también puede utilizarse como relleno de chiles rellenos, chiles en nogada, tamales o gorditas. La carne de cerdo también es una carne popular para usar en el picadillo en México, así como hacer una mezcla de carne de cerdo y de res.

### Puerto Rico
En Puerto Rico el picadillo se usa como relleno para empanadas, alcapurrias y otras frituras. La carne picada se saltea con aceite de oliva o annatto, especias, tomillo y orégano, hoja de laurel, recaíto, salsa de tomate y ocasionalmente queso o una mezcla de pasas (maceradas en ron), aceitunas, alcaparras y jamón.

### República Dominicana
En la República Dominicana incluye pimiento, cebolla roja, ajo, pasta de tomate, cubo de caldo, aceituna, alcaparra, pasas, huevo duro, vinagre de manzana y all spice, y se sirve con arroz blanco.